# Donje Selo (Susak)
Donje Selo je priobalno mjesto na otoku Susku.
Drugo ime za ovo naselje je Spjaža.

## Povijest
Sagrađeno je koncem 19. i početkom 20. stoljeća. Novije je naselje na otoku Susku, odnosno, mlađeg je postanka od susjednog, stotinjak metara udaljenog Gornjeg Sela, od kojeg ga dijeli gusta trstika.
Jedina prometna veza sa susjednim selom je kameno stubište.